# Carex lidii
Carex lidii là một loài thực vật có hoa trong họ Cói. Loài này được Hadac mô tả khoa học đầu tiên năm 1942.